# Circinotrichum olivaceum
Circinotrichum olivaceum är en svampart som först beskrevs av Speg., och fick sitt nu gällande namn av Piroz. 1962. Circinotrichum olivaceum ingår i släktet Circinotrichum, divisionen sporsäcksvampar och riket svampar.   Inga underarter finns listade i Catalogue of Life.